# سرطان‌شناسی
چنگارشناسی یا اُنکولوژی (به انگلیسی: Oncology) از دو واژهٔ یونانی تشکیل شده‌است؛ اُنکوس (ὄγκος) به معنی توده و پسوند لوژی (λογία) به معنی شناختن. چنگارشناسی شاخه‌ای از رشتهٔ پزشکی است که در مورد تومورها و چنگار مطالعه می‌کند. پزشک متخصص در این رشته را چنگارشناس یا انکولوژیست می‌نامند. در میان عامه مردم به آن دکتر سرطان نیز می‌گویند. 
اونکولوژی با موارد زیر سر و کار دارد:
- تشخیص هر نوع چنگار در یک شخص با اندازه‌گیری زیست‌نشانگرها، نمونه‌برداری، تصویربرداری‌های مختلف و اسکن رادیوایزوتوپ
- معالجه (شامل عمل جراحی، شیمی‌درمانی، پرتودرمانی و هرگونه اقدام پزشکی دیگر)
- پیگیری وضعیت بیمار سرطانی بعد از مداوا (معاینه، آزمایش، اسکن و تصویربرداری)

## تشخیص
در تاریخچه پزشکی این پدیده در واقع یک ابزار غربالگری مهم است. برخی از علائم نظیر (خستگی، کاهش وزن،کم خونی ناگهانی، تب با منشأ ناشناخته، پدیده‌های پارانئوپلاستیک و سایر علائم) ممکن است برخی از علائم مهم سرطان باشند که برای جلوگیری از بدخیمی چنگار باید جلوی آن را گرفت. گاهی، معاینه و رفتن پیش پزشک ممکن است جلوی بدخیم شدن شرایط را بگیرد. 
روش‌های تشخیصی عبارتند از:
بیوپسی یا رزکسیون؛ این روش‌ه، راه‌های درمانی مرسومی هستند که به وسیله آن‌ها می‌توان توده‌های نئوپلاستیک مشکوک را به طور جزئی یا کامل حذف کرد و توسط پاتولوژیست برای تعیین بدخیمی و نوع سرطان از آن‌ها استفاده کرد. در حال حاضر این روش نوعی استاندارد طلایی برای تشخیص سرطان محسوب می‌شود و در هدایت و مدیریت بیماری (نظارت فعال، جراحی، پرتودرمانی، شیمی درمانی یا ترکیبی از این موارد) بسیار مهم است. 
آندوسکوپی، دستگاه گوارش فوقانی یا تحتانی، سیستوسکوپی، برونکوسکوپی، یا نازندوسکوپی همگی در کنار این روش درمانی مورد استفاده قرار می‌گیرند. برای شناسایی مناطق مشکوک به بدخیمی و در صورت لزوم بیوپسی باید از این روش و ابزارها با هم استفاده کرد.
ماموگرافی، اشعه ایکس، سی تی اسکن، اسکن MRI، سونوگرافی و سایر تکنیک‌های رادیولوژیکی برای تعیین محل و هدایت بیوپسی مهم است.
سینتی گرافی، توموگرافی کامپیوتری با انتشار تک فوتون (SPECT)، توموگرافی پوزیترون (PET) و سایر روش های پزشکی هسته‌ای برای شناسایی مناطق مشکوک به بدخیمی غدد سرطان مهم است.